# 鄭和下西洋
『鄭和下西洋』とは、2007年に中国中央電視台が制作し、2009年にCCTVで公開された大型歴史劇。15世紀前半に西洋への大航海を計7度行った鄭和と、その最大の後見者であった永楽帝(朱棣)の生涯を描いている。主演は羅嘉良と唐国強、杜雨露、于小慧ら。日本未公開。

## 登場人物一覧
※以下、作中の登場人物(※名前あり)のみを記す。外国人の名前の読み方については、多少誤差があると思われるが、了承を願う。

### 鄭和の船団に関連する人々
鄭和(演：羅嘉良)
朱棣(永楽帝)に仕える内宮太監。巡洋正使欽差総兵官。永楽帝の後見のもと、中国史上空前の大航海事業を行う。
宋蓮芯(演：余小雪)
鄭和の義姉。宋天の母。徐王妃の侍女であったが、胡誠に見初められ、その妾にさせられ、宋天を産んだ。宋天を産んだ後は、世俗を避け、ひっそりと安らかに暮らし、やがて姚広孝に弟子入りした。信心深い性格で、思いやりの心が厚い。鄭和とはプラトニックな関係である。鄭和の第7回の航海に随行。
王景弘(演：李大光)
少年時代からの鄭和の友人。靖難の役の前後で、鄭和や朱棣に盛んに協力した。鄭和の船団の副使兼副総兵→欽差総兵→奉使西洋副使。
呉宣(演：孫強)
もと長江水師。将軍。靖難の役において、燕王軍の南京攻めに貢献。その後、鄭和の船団の副使兼副総兵→欽差総兵→奉使西洋副使となった。鄭和に対する度々の裏切り行為や讒言を行い、一時は莫干島(モルティブ)に置いてけぼりにされたが、運よく生き永らえ、船団に復帰。漢王・朱高煦と結託しており、第7回の航海においてクーデターを起こそうとしたが失敗。宋天らに誅殺された。欲深い性格で、財と女に目がない。
南軒公(演：董子武)
燕王時代の朱棣(永楽帝)の参謀。鄭和の師匠。朱棣と別れた後、各地を遊歴するも、陳祖義に捕らわれ、殺されそうになる。運よく難を逃れた後、旧港にて鄭和と再会を果たし、鄭和の船団に加わり、豊富な海洋渡航知識を駆使して、鄭和の参謀的な存在となる。
施進卿(演：呂一丁)
南洋の大海商。燕王軍の南京攻めに際し、資金援助を行う。鄭和の大航海にも度々協力し、的確な助言を与え、その大きな支えとなった。
宋天(演：林堅)
宋蓮芯と胡誠の息子。鄭和の義理の息子。第２回目以降の鄭和の大船団に随行。百戸長→千戸長→都統。第6回の航海にて、莫干島に残る。その後、呉宣によって殺されそうになるが、運よく難を逃れる。第7回の航海において義父の鄭和や母の宋蓮芯と感動的な再会を果たし、呉宣を誅殺する。
裘広徳(演：董丹軍)
鄭和の艦隊に随行する商人。第1回の航海にて、硫黄を大量に買い占め、明国内の疫病に乗じて莫大な財を成したが、永楽帝にその罪を問われ、財を没収された。第4回の航海にも随行し、ホルムズで外国人たちと商売を行った。その後、外国人商人や使者を無断で自身の宿に泊めたことを糾弾されたが、寛大な処分を受け、信遠会館吏目・従七品となった。やがて、朱高熾(洪熙帝)の腹心となり、漢王・朱高煦の謀反の密告や、鄭和の弾圧などに暗躍する。

### 明朝皇室
朱棣(永楽帝)(演：唐国強)
朱元璋の四男。燕王→明朝皇帝(明成祖)。鄭和の主君であり、そのよき理解者・後見者でもある。靖難の役で勝利をおさめ、皇帝に即位。鄭和の大航海・『永楽大典』の編纂・南京から北京への遷都・モンゴル遠征など、数々の大事業を行い、明朝の盛世をつくりあげた。武将としても勇敢で、靖難の役では果敢に前線で奮戦した。皇帝としては、厳格さと寛容さの両面を兼ね備え、国内と海外の平和、民の安寧、大明の繁栄などのことを常に懸念している。名君と崇められる一方で、忠言に耳を傾ける心も持ち続け、大局を見て諸事を処断し、国の繁栄のために精力的に政務に励んだ。最後は、モンゴルを平らげるも、陣没。鄭和の航海事業は、永楽帝の存在なしでは成立しなかったといってもいいような存在。
朱高熾(洪熙帝)(演：章劼)
朱棣(永楽帝)の長男。母は徐皇后。世子→明朝皇太子→明朝皇帝。靖難の役では、本拠地の北平を防備し、功を立てる。弟の漢王・朱高煦とは後継者の座などを巡って争う。鄭和の大航海には反対姿勢を取っているが、父・永楽帝に反発して波風をたてることを恐れ、表向きは従順に従っている。永楽帝の死後即位し、鄭和の航海事業の一切を停止。鄭和を重罪人として処置しようとするも、最終的に失敗。即位から10か月ほどで病死した。
朱高煦(漢王)(演：楊帆)
朱棣の次男。母は徐皇后。世子→漢王。靖難の役で父・永楽帝に従って活躍し、大功を立てる。父・永楽帝から可愛がられる。兄の朱高熾と後継者の地位を争うが敗れる。市舶司の長官を担当し、汚職や密貿易などで不義の財を蓄えるが、後に反乱未遂の罪も併せて糾弾され、失脚。山東の封地に流罪となった後も、再起を図って水面下で計画を進める。父・永楽帝の死の直前に北京に呼び戻され、北京で反乱の計画を立てるが、未然に計画は漏れ、即位した宣徳帝によって捕らえられ、処刑された。鄭和の大航海に対しては強く賛成しているが、それは父の歓心を買うためにすぎない。
朱権(寧王)(演：李淇)
朱元璋の十七男。寧王。靖難の役で兄の燕王・朱棣に協力し、南京攻めにおいて大きな役割を果たした。永楽帝とは強い信頼関係にあるが、鄭和の大航海に関しては、断固として強い反対姿勢をとる。後に他の兄弟と徒党を組んだことや、妄言で朝廷を混乱させたことなどを永楽帝に厳しく指摘され、咎められるが、1年間の俸禄没収という微罰で済まされた。罪を糾弾された後は兵権を返上して朝政から距離を置いた。明朝のモンゴル遠征(北伐)における資金不足問題に際して、兄弟たちと共に私財を投げ打ち、寄付を行った。永楽帝の死後、毒酒を飲んで自害。最愛の兄の後を追った。
朱瞻基(宣徳帝)(演：謝震偉)
朱高熾(洪熙帝)の長男。永楽帝の初孫。皇長孫→明朝皇太子→明朝皇帝。聡明な性格で、祖父の永楽帝から可愛がられ、一目置かれている。鄭和の大航海には賛成派で、洪熙帝が鄭和の暗殺を図った際は、それを密かに阻止した。父の死後即位し、鄭和の大航海事業を再開。一方で、謀反を企んだ叔父の漢王・朱高煦を捕らえ、処刑した。
朱允炆(建文帝)(演：藺達諾)
朱元璋の孫。皇太子朱標の次男。父・朱標の死後、皇太孫となり、祖父・朱元璋の死後即位。朱元璋時代の朝廷の悪しき風潮・弊政を改め、文治に重きを置いた治世を目指し、「建文」と改元。聡明だがやや軟弱で優柔不断な性格。腹心の斉泰・方孝孺らの進言に従い、自身の叔父にあたる各地の諸王を排除するが、最も信頼する叔父・朱棣(燕王)には手を下せなかった。やがて靖難の役が勃発し、反乱の鎮圧に心をひどく悩ます。燕王・寧王の連合軍が南京に攻め込むと、自害しようとしたが、宦官の王忠の助けで宮城を脱出し、逃亡。剃髪して僧侶となり、行方を暗ませて生き永らえた。

### 朱棣(永楽帝)の臣下
姚広孝(道衍法師)(演：杜雨露)
朱棣(永楽帝)の参謀・軍師。もとは一介の僧侶だったが、その見識を朱棣に認められ、三顧の礼をもって燕王府に迎えられた。朱棣に常に的確な助言を行い、靖難の変の作戦・計画に活躍。永楽帝即位後は霊谷寺の僧侶に戻ったものの、影のブレーン的存在として、引き続き永楽帝の治国・大業を強く支える。朱棣の人生における最大の理解者であり、鄭和の実の師匠でもある。鄭和の大航海には終始賛成派の立場をとる。
丘福(演：賈維)
朱棣(永楽帝)の側近の将軍。淇国公。靖難の役においては、燕王軍の主力武将として活躍。漢王(朱高煦)とは親しい関係にある。1409年、北伐の元帥として10万の兵を率い、モンゴルを攻めたが大敗。軍に壊滅的被害を出し、永楽帝に合わせる顔がないとして自害した。
夏原吉(演：張浩)
建文朝の戸部主事。永楽朝の戸部尚書。建文帝に忠誠を誓っていたが、国への厚い忠義を買われ、永楽帝の腹心の部下となる。清廉潔白で実直な性格であり、永楽帝の信頼がとりわけ厚い。国庫の消耗を常に憂い、鄭和の大航海事業には常々反対していたが、永楽帝の死に際して、自身の考えの誤りを悟り、一転して航海賛成派となる。罪人に陥れられた鄭和を説得し、一時的に罪を認めさせることで鄭和の身を守った。永楽帝の死後隠居したが、宣徳帝の即位後に朝廷に復帰し、宣徳帝に対して鄭和の大航海の再会を強く説き、併せて最後の船旅に出る鄭和を見送った。
解縉(演：蒋昌義)
建文朝の礼部主事。永楽朝の内閣の大臣。翰林院学士＆右春坊大学士。清廉潔白で実直な性格。鄭和の大航海に猛反対して過激な諫言を行い、永楽帝から何度か罰せられたが、永楽帝からの信頼は極めて厚かった。学識・教養が非常に豊かであり、学者としても名高く、『永楽大典』の編纂の主任を務めた。後に、漢王(朱高煦)や錦衣衛の紀綱らの罠にかかり、暗殺される。
鉄平(演：馬駿)
朱元璋時代からの明朝の老将。征南将軍。鎮南侯。朱元璋から絶大なる信頼を受け、宝剣を賜っている。朱元璋亡き後は、即位した建文帝に忠誠を誓い、反乱を起こした燕王・朱棣と敵対し、南京での戦いにおいても、最後まで朱棣に対して抗い続けたが、敗れた。その後、永楽朝の武将となるが、永楽帝の存在を認めず、鄭和の大航海にも強固として反対の態度を取り続ける。
王忠(演：李士才)
朱元璋→建文帝→永楽帝の三代に側近として仕えた宦官。建文帝に対して厚い忠義を誓っており、燕王軍が南京を攻めた際は、朱元璋の残した遺詔を明かし、機転を利かせて建文帝の逃亡を助け、その命を救った。建文帝を逃がした後、自身は長江に身投げし自殺を図るが失敗。その後、皇宮に戻り、以後永楽帝の側近宦官となる。当初は永楽帝のことを憎み、密かに毒殺しようとしていたが、次第に永楽帝の功績を認め、永楽帝への忠義心を深めていった。永楽帝の死後即位した洪熙帝が、永楽帝の国策を停止すると、激しく諫言を行い、服毒自殺を遂げた。

### 朱允炆(建文帝)の臣下
方孝孺(演：銭学格)
建文帝の信頼厚い腹心の大臣。儒学者として名高い。翰林院学士。朱允炆(建文帝)の即位後、国政に参与。斉泰と同様に削藩政策を唱えるが、あくまで慎重論者で、燕王・朱棣への弾圧には消極的だった。靖難の変の直前、人質として南京に軟禁されていた朱棣の息子の朱高熾・朱高煦兄弟を解放し、北平の地に送り返したが、それが結果として燕王・朱棣の挙兵を後押しすることになってしまった。靖難の役で燕王軍が南京に攻め入り、建文帝が失踪すると、隠棲。その後まもなく永楽帝に才覚を買われ、朝廷に復帰するよう求められたが、断固として拒否し、むしろ永楽帝に対して激しく反発。その結果永楽帝の逆鱗に触れて、処刑され、誅族の憂き目に遭った。
斉泰(演：張玉善)
建文帝の信頼厚い腹心の大臣。兵部尚書。建文帝に対して激しく削藩政策を唱え、燕王・朱棣を危険視。靖難の役で燕王軍が南京に攻め入ると、奸臣として捕らえられた。最後は建文帝を哀悼する朱棣や大臣らの前に引っ立てられ、朱棣を激しく罵倒し、妄言を吐き尽くしたが、最後は鄭和によって殺された。

### 漢王(朱高煦)の臣下
柳如明(演：馬庭俊)
もと国子監の貢生。朝廷の学生だが、お金でその地位を買ったに過ぎず、読書はからっきし苦手。鄭和のもたらした海外物産を流通させるために南京で行われた「七日貿易」の物産展を訪れ、裘広徳と知り合う。その後、朝廷に仕える文人の分際で商売に手を出したことがばれ、夏原吉・解縉らに罰せられそうになったが、結局は彼らに利用されるはめになる。その後、永楽帝から寛大な処分を受け、市舶司の役人(泉州市舶司吏目)となり、漢王・朱高煦の腹心の部下となる。表向きは漢王の部下だが、その実は永楽帝が息子の漢王を監視するために放ったスパイ。スパイではあるものの、漢王への忠誠は厚い。最後は、権力や財欲への欲望に激しく執着する漢王・朱高煦への決死の諫言を行い、自刎。

### 徐家
徐皇后(徐王妃)(演：于小慧)
永楽帝(朱棣)の燕王妃→明朝皇后。名将・徐達の娘。朱高熾・朱高煦の生母。徐妙錦の姉。鄭和の才覚を見出し、燕王府に仕えさせる。朱棣とは深い愛情で結ばれ、その愛は一途で決して揺るがない。靖難の役においては北平の留守を務め、自らも剣を振るって戦った。永楽帝の即位後は皇后に就任。実の息子の朱高熾・朱高煦の後継者争いに心を痛め、兄弟の和解を切望している。国母として民の安寧に関して気に掛けており、南京入城の際、路上に溢れかえる貧民や流民を見て、強く心を痛めた。鄭和の大航海には終始賛成の立場を取る。鄭和の大航海における輸出品・下賜品用の絹織物を賄うために、妃嬪・女官や宮女たちを率い、宮中で盛んに織紡を行った。やがて病に侵され、永楽帝に先立って世を去る。病床にあって、反対意見が相次ぐ大航海事業を継続するためのヒントを鄭和に与えた。
徐妙錦(演：白玉鵑)
徐皇后の妹。名将・徐達の娘。道士。戦や争いごとが大嫌いで、民の安寧な暮らしを最も切望し、世俗と一定の距離を置きつつ、諸国を遊歴している。徐皇后の死後は、姉に代わって永楽帝の世話係となり、さらに朱高熾・朱高煦の義理の母親役となる。永楽帝に対して臆せず諫言できる存在で、永楽帝に対して何度も耳の痛い忠言を行って、永楽帝の目を覚まさせた。永楽帝から絶大なる信頼を受け、尚方宝剣を授けられている。数々の悪事を働く欲深い朱高煦を叱りつつも、必死に庇い立て、その命を守ろうとする。正義感が強く、実直な性格。

### 異邦人
阿里不花(アリブカ)(演：僧格仁欽)
モンゴルの武将・部族長。第一話で、燕王・朱棣率いる明軍と戦うも、敗北。明朝の強さと寛大さに屈し、明朝との友好関係を結んだ。
堅中圭密
天龍寺の高僧。日本国王・足利義満の正使として明朝に来朝。容姿はヒトラーっぽいちょび髭を生やしたいかにも狡猾という、ステレオタイプな日本人像。使者として中国に上陸したのは、南京陥落前の建文4年(1402年)5月13日であって、靖難の役が集結するまで高見の見物を決め込んでいた。6月、朱棣(永楽帝)が南京を制圧し、皇帝に即位すると、正式に朝廷に参内し、永楽帝に謁見。永楽帝に対して挨拶を述べる。このとき重臣の解縉によって「陛下に差し出している国書は偽物。日本国王の国書の正本は、建文帝に献上済である」と厳しく指摘されたが、これに対して堂々と反論。そして、「国書は２つ用意してきたのだ。どっちが勝つかわからなかったのでな!!」と悪びれもなく言ってのけた。これには朝廷の官吏たちも「巧言令色！」と口にして、強い呆れと怒りを露わにした。来朝後は、大陸沿海で略奪などの悪事を働く倭寇を一掃すべく、尽力。期日までに大半の倭寇を誅滅・捕縛し、明朝に引き渡して、その処分を永楽帝に委ねた。また、鄭和の第1回の出航式典にも参加。鄭和や永楽帝に対して、「懸念すべき最大の海賊は日本国の倭寇ではなく、大明の海にのさばっている陳祖義だ」と強く忠告した。
西郎
倭寇の首領。日本人。容姿に関して、日本は当時室町時代であるが、江戸時代の武士の格好をしており、ちょび髭を生やし、頭は丁髷である。名前は西郎で、苗字はない。このことから、素性は武士ではなく、商人ないし漁民から転じて海賊(倭寇)になったものと思われる。堅中圭密による倭寇一掃作戦の包囲網を潜り抜けた、倭寇の生き残りの一人。市舶司の長官である漢王・朱高煦に密かに接近し、明から兵器の密輸入をする約束を漕ぎつけたが、その実は朱高煦に騙されて危うく殺されそうになった。幸い殺されはしなかったものの、密貿易の嫌疑で朝廷に捕縛される。その後逃亡して行方を暗ませ、海賊活動に復帰。やがて再び漢王のもとを訪れ商談を持ち掛け、「大明の航海・造船技術と航海図を売ってくれ」と要求した。それからすぐ、漢王から航海・造船技術提供の快諾を受けると、その見返りとして、日本海の孤島で、漢王の反乱のための2000の精鋭決死隊を訓練。しかし、せっかく訓練した決死隊も、朝廷の派遣した朱能率いる討伐軍によって壊滅させられた。それからほどなく、南京に連行され、永楽帝のもとに引っ立てられた。このとき永楽帝に数々の罪状を糾弾され、加えて「二度と大明の地に足を踏み入れるな」ときつく忠告された。結果的に厳罰こそ免れたものの、その後の海賊活動の停止を余儀なくされた。
麻那惹加那乃(マナラジャナナイ)(演：杜剣)
渤泥国王子→渤泥国王。永楽帝の南京制圧＆即位直後、使者として南京に来朝。その後、鄭和の第1回の航海に付き従って帰国の途に就くが、帰国の間際、陳祖義率いる海賊団に捕縛され、囚われの身になってしまう。その後、鄭和の艦隊によって陳祖義の船から救出され、正式に帰国。父の死後は渤泥国王に即位。再来朝し、以後南京に滞在。永楽帝と大変親しく交友関係を結び、臨終際には永楽帝によって看取られた。最後は、幼き息子・遐旺(シャーワン)の将来を永楽帝に託して病死。
莎娜児(シャナール)(演：李婉僮)
女性の割合が非常に多い太平洋ポリネシア諸島の孤島・魯艾島の女酋長。若くして魯艾島の民衆を束ねる美しき女性リーダー。鄭和の艦隊を歓迎。陳祖義と親密な恋仲にあり、当初は陳祖義の謀略にはまって、誤解から鄭和の船団を攻撃する。その後、陳祖義の企みを知り、陳祖義から決別しようとするが、かえって陳祖義に捕らえられる。陳祖義が倒され、釈放された後は、鄭和に丁重に謝罪し、再度歓迎して持てなす。鄭和の艦隊・明朝との末永い友好を誓った。
陳祖義(演：侯祥玲)
南洋の大海賊。莎娜児の恋人。スマトラのパレンバン(旧港)に拠った中国人海上勢力の首領。洪武年間に海禁を犯して移住した広東出身の華僑であり，同地で同じ広東出身の施進卿らと海上の主導権を争った。南洋の諸島で略奪や殺しといった野蛮な悪事を行い、栄華を誇っていた。鄭和の艦隊を騙して度々攻撃し、鄭和らを窮地に陥れたが、結果的に旧港の戦いで明軍の攻撃に敗れ、捕虜となる。最後は南京に連行され、永楽帝のもとに引っ立てられる。永楽帝に尋問された際は一切の罪を認め、「早く生まれ過ぎたがゆえに、英明なる永楽帝の大航海事業に参画できなかたことが実に恨めしい」という言葉を残して、処刑された。
亜烈苦奈児(ヤレクナール)(演：陳偉榕)
錫蘭山国(セイロン)の国王。鄭和の第4回の航海における最大の強敵。当初は鄭和の艦隊に対して攻撃的で、鄭和の船団の偵察隊を殺したり、上陸してきた鄭和らを騙し討ちして殺そうとした。鄭和の艦隊を猛攻撃するも結局は失敗。最後は鄭和の策謀にかかって捕縛され、南京に連行される。南京に連行されてもなお、明朝に対して非常に反抗的で、永楽帝を激しく罵倒して激怒させた。しかしその後、永楽帝の説得によって教化・感化され、明朝に心から帰順。鄭和の第5回の航海に随行して帰国し、鄭和が第6回目の航海で錫蘭山国(セイロン)を訪れた際は、鄭和を手厚くもてなし、明朝との永遠の友好を誓った。

### その他の登場人物
胡誠(演：剛立民)
北平布政史。朱棣の燕王時代の同僚。朱棣を危険分子とみなし、度々探りを入れる。徐王妃の侍女・宋蓮芯に目をつけ、燕王・朱棣の身の安全と引き換えに彼女を妾にする。結果として宋蓮芯との間に子をもうけ、その子が後の宋天となる。靖難の役に際し、燕王・朱棣が挙兵すると、即座に殺された。

## 製作スタッフ
- 監督：　馬驍
- 執行監督：　劉一志・鄒集成・劉海涛
- 製作総指揮：　朱彤・呉龍海
- 総顧問：　宋清渭・唐国忠・楊新力・施祥鵬
- 歴史考証：　万明・毛佩琦・華林甫
- 総企画：　汪国輝・馬照南・陳秀雄・梁勇・林彬・宗才溥
- 総合製作監督：　傅思・周莉・張炳元・陳用毅・林文芳・曾志剛
- 総プロデューサー：　黄海涛・李丹丹
- 脚色演出主任：　譚潔
- プロデューサー主任：　林威
- 総合脚本：　朱蘇進
- 脚本：　朱蘇進・馬驍・呉龍海
- 総合編集：　洪梅
- 編集：　洪梅・陳憶紅
- 美術デザイン：　那樹楓
- 撮影：　強軍・盧学平・張文傑
- 芸術指導：　唐国強
- 作曲：　張千一

## 主題歌
ED曲【大航海】
- 作詞：李丹丹・楊啓舫
- 作曲：張千一
- 歌唱：譚晶